# Halichoeres nigrescens
 Halichoeres nigrescens és una espècie de peix de la família dels làbrids i de l'ordre dels perciformes.

## Morfologia
Els mascles poden assolir els 14 cm de longitud total.

## Distribució geogràfica
Es troba des de Durban (Sud-àfrica) fins al sud-est de l'Índia, les Filipines, Hong Kong i nord-oest d'Austràlia.